# Тятербаш
Тятерба́ш (рос. Тятербаш, башк. Тәтербаш) — село у складі Стерлібашевського району Башкортостану, Росія. Входить до складу Стерлібашевської сільської ради.
Населення — 331 особа (2010; 456 в 2002).
Національний склад:
- чуваші — 91%